# Ludodélire
Cet article possède un paronyme, voir Hugo Délire.
Ludodélire est un éditeur de jeux de société français qui a aujourd'hui cessé ses activités. Quelques-uns de ses titres ont été réédités, comme Footmania, Formule dé, Tempête sur l'échiquier ou La Vallée des mammouths.

## Jeux édités
- Supergang, 1988, Gérard Mathieu, Pascal Trigaux et Gérard Delfanti,
- Full Métal Planète, 1988, Gérard Mathieu, Pascal Trigaux et Gérard Delfanti
- Les Dessous de la ville, 1990, Gérard Delfanti, Djénina Illoul et Gérard Mathieu
- Footmania, 1991, Serge Prual et Stéphane Bonnelalbay
- Formule Dé, 1991, Éric Randall et Laurent Lavaur
- Tempête sur l'échiquier, 1991, Pierre Cléquin et Bruno Faidutti
- La Vallée des mammouths, 1991, Bruno Faidutti
- Terrain vague, 1994, Franck Parcade et Roland Scaron
- Manhattan, 1994, Andreas Seyfarth, Spiel des Jahres  1994
- Destination fortune, 1995, Michel Plaignaud, Jean-Marc Touati et Laurent Colin

## Suppléments édités
- Miroirs des Terres Médianes (Numéro 5 à 11) pour Rêve de Dragon[1]